# بيدرو موسكيرا
بيدرو موسكيرا بارادا (بالإسبانية: Pedro Mosquera Parada) هو لاعب كرة قدم إسباني في مركز الوسط ولد في يوم 21 أبريل 1988 في مدينة لا كورونيا في إسبانيا، يلعب حالياً مع نادي ديبورتيفو لاكورونيا وسبق له اللعب مع نادي إلتشي وريال مدريد وخيتافي ونادي إلتشي ويبلغ طوله 184 سم.

## روابط خارجية
- بيدرو موسكيرا على موقع قاعدة بيانات كرة القدم.إي يو (الإنجليزية)
- بيدرو موسكيرا على موقع Soccerbase.com (لاعب) (الإنجليزية)
- بيدرو موسكيرا على موقع Soccerway.com (الإنجليزية)
- بيدرو موسكيرا على موقع عالم كرة القدم.نت (الإنجليزية)
- بيدرو موسكيرا على موقع AS.com (الإسبانية)